# Канадский железнодорожный музей
Канадский железнодорожный музей (фр. Musée ferroviaire canadien, англ. Canadian Railway Museum), также известный под торговой маркой Exporail, — музей железнодорожного транспорта в Сен-Констане, провинция Квебек , Канада, южном пригороде Монреаля.

## Коллекция
Музей основан в 1961 году Канадской железнодорожной исторической ассоциацией. Музейная коллекция железнодорожной техники является крупнейшей в Канаде и насчитывает более 140 единиц подвижного состава. В коллекцию также входит более 250 000 предметов и документов из истории железных дорог Канады, которые хранятся в архиве музея.
Вокруг территории музея проходит историческая трамвайная линия, а также историческая железная дорога, ранее являвшаяся грузовой веткой до Монте-де-Бульо. В течение весны, лета и осени ежедневно работает трамвай, по железной дороге небольшой поезд совершает поездки каждое воскресенье.
Главные достопримечательности музея — паровозы LB & SCR A1 Class 54 Waddon и LNER Class A4 4489 Dominion of Canada.
В 2000 году произошло расширение музея, когда открылся Angus Exhibit Pavilion. Некоторые из наиболее ценных предметов были размещены в новом павильоне, ставший главным выставочным зданием.
Одним из наиболее интересных артефактов музея является паровоз Канадской тихоокеанской железной дороги № 2850 с колёсной формулой 2-3-2 — тип, известный как Hudson. В 1939 году именно этот локомотив вёл королевский поезд Георга VI и Елизаветы I на западном участке их путешествия через Канаду. По этой причине № 2850 и все остальные паровозы серии (H1c / H1d № 2820—2859, H1e № 2860—2864) были переименованы в Royal Hudsons. Исключение составили H1a / H1b № 2800—2819.

## Галерея
- Главный павильон КНР паровоз №. 144
- LNER Class A4 4489 Dominion of Canada
- LB&SCR Class A1 no. 54 Уоддон
- SNCF Class 030 Ouest 1904 à 2244 no. 030 C 841
- Пульмановский вагон
- Via Rail FP9ARM # 6309 проходит реставрацию
- CP Royal Hudson # 2850
- CN # 3684, построенный MLW Alco RS18
- Canadian Pacific '39 Buick, M235
- Колесная пара паровоза
- Роторный снегоочиститель